# Rongyos Gárda

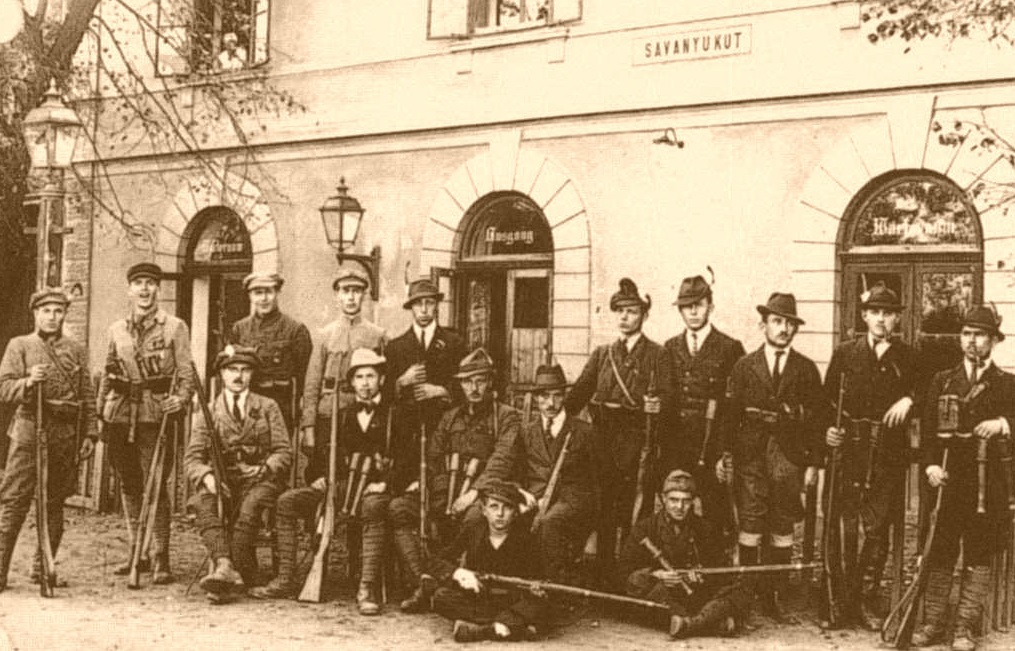
La Rongyos Gárda en Bad Sauerbrunn (1921).

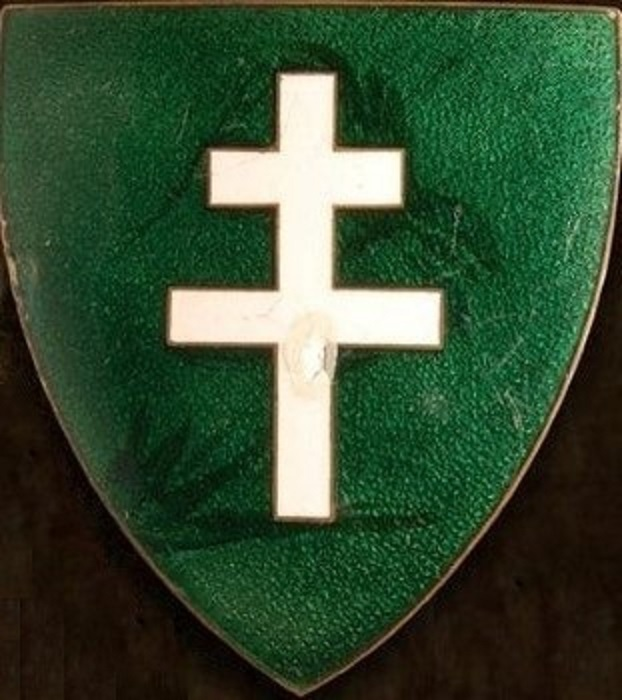
Insignia de la Rongyos Gárda.

La Rongyos Gárda o Guardia Harapienta eran una unidad paramilitar en Hungría, activa en 1921 y luego restablecida en 1938.
Los Tratados de Trianón y Saint-Germain-en-Laye, que concluyeron la Primera Guerra Mundial, otorgaron a Austria una extensión (Burgenland) con una población mixta húngaro-austríaca, pero principalmente de etnia alemana. Sin embargo, durante agosto de 1921, cuando la policía austríaca y los agentes de aduanas intentaron ocupar el área, sus esfuerzos se vieron frustrados por la resistencia armada organizada por la Rongyos Gárda. La Guardia era una milicia de voluntarios húngaros, muchos de ellos ex-soldados de los destacamentos anticomunistas que lucharon junto al Ejército Nacional de Horthy. Fueron dirigidos por el capitán Pál Prónay. El nombre Guardia Harapienta reflejaba el hecho de que eran una fuerza no gubernamental.
El objetivo principal de la Guardia era reducir la pérdida de tierras después del Tratado de Trianón de 1920. Primero proclamaron un nuevo país entre Austria y Hungría, Lajtabánság, supuestamente gobernado por su comandante, Pál Prónay. Al mismo tiempo, lanzaron una serie de ataques para expulsar a las fuerzas austriacas que entraban en la zona. Después de los enfrentamientos, el estatus de Sopron como parte de Hungría (junto con el de las ocho aldeas circundantes) fue decidido por un plebiscito local celebrado el 14 de diciembre de 1921, con un 65% de votos por Hungría. Desde entonces, Sopron se llamó Civitas Fidelissima ("La ciudad más leal", en húngaro: A Leghűségesebb Város), y el aniversario del plebiscito es una fiesta en la ciudad.
La Guardia se reorganizó en 1938 en vísperas de las negociaciones entre Hungría y Checoslovaquia, que tuvieron lugar entre el 9 de octubre y el 13 de octubre de 1938 en Komárno con el objetivo de resolver el conflicto territorial entre las dos partes. Las guerrillas comenzaron a infiltrarse en el sur de Eslovaquia y Rutenia. La presión militar contribuyó a la decisión del gobierno checoslovaco de aceptar un arbitraje internacional para resolver la disputa territorial.
Se discute el papel histórico de la Rongyos Gárda. Algunos historiadores afirman que fueron salvadores de la tierra húngara, los únicos que lucharon contra los dictados del Tratado de Trianón. Durante el régimen comunista se los describió como terroristas salvajes que mataban a personas inocentes. Partes del diario de Pál Prónay se publicaron durante la década de 1960 con el fin de difundir estas opiniones. Los primeros libros sobre su actividad no se publicaron hasta después de 1989. La existencia de la Guardia rara vez se mencionaba en los libros de texto húngaros antes del milenio.